# Tournoi du Japon de rugby à sept 2014
Navigation
2013 2015
Le Tournoi du Japon de rugby à sept 2014 (Japan rugby sevens 2014) est la sixième étape de la saison 2013-2014 de l'IRB Sevens World Series. Elle se déroule sur deux jours les 22,  et 23 mars 2014 au Chichibunomiya Stadium de Shibuya, un arrondissement de Tokyo au Japon. L'équipe des Fidji gagne le tournoi, battant en finale l'Afrique du Sud sur le score de 33 à 26

## Équipes participantes
Seize équipes participent au tournoi (quinze équipes qualifiées d'office plus une invitée) :
- Afrique du Sud
- Angleterre
- Argentine
- Australie
- Canada
- Écosse
- Espagne
- États-Unis
- France
- Fidji
- Pays de Galles
- Kenya
- Nouvelle-Zélande
- Portugal
- Samoa
- Japon (invitée)

## Phase de poules

### Poule A
| Rang | Pays             | J | V | N | D | Pm  | Pe  | Diff | Pts |
| ---- | ---------------- | - | - | - | - | --- | --- | ---- | --- |
| 1    | Nouvelle-Zélande | 3 | 3 | 0 | 0 | 105 | 29  | +76  | 9   |
| 2    | Canada           | 3 | 1 | 1 | 1 | 74  | 30  | +44  | 6   |
| 3    | Pays de Galles   | 3 | 1 | 1 | 1 | 51  | 67  | -16  | 6   |
| 4    | Portugal         | 3 | 0 | 0 | 3 | 19  | 109 | -90  | 3   |

| 22 mars 2014 11 h 28 UTC+09:00 | Nouvelle-Zélande | 43 - 5 | Pays de Galles | Chichibunomiya Stadium, Shibuya |
| 22 mars 2014 11 h 28 UTC+09:00 |                  |        |                | Chichibunomiya Stadium, Shibuya |
| 22 mars 2014 11 h 28 UTC+09:00 |                  |        |                | Chichibunomiya Stadium, Shibuya |

| 22 mars 2014 11 h 50 UTC+09:00 | Canada | 40 - 5 | Portugal | Chichibunomiya Stadium, Shibuya |
| 22 mars 2014 11 h 50 UTC+09:00 |        |        |          | Chichibunomiya Stadium, Shibuya |
| 22 mars 2014 11 h 50 UTC+09:00 |        |        |          | Chichibunomiya Stadium, Shibuya |

| 22 mars 2014 14 h 46 UTC+09:00 | Nouvelle-Zélande | 40 - 7 | Portugal | Chichibunomiya Stadium, Shibuya |
| 22 mars 2014 14 h 46 UTC+09:00 |                  |        |          | Chichibunomiya Stadium, Shibuya |
| 22 mars 2014 14 h 46 UTC+09:00 |                  |        |          | Chichibunomiya Stadium, Shibuya |

| 22 mars 2014 15 h 08 UTC+09:00 | Canada | 17 - 17 | Pays de Galles | Chichibunomiya Stadium, Shibuya |
| 22 mars 2014 15 h 08 UTC+09:00 |        |         |                | Chichibunomiya Stadium, Shibuya |
| 22 mars 2014 15 h 08 UTC+09:00 |        |         |                | Chichibunomiya Stadium, Shibuya |

| 22 mars 2014 18 h 58 UTC+09:00 | Pays de Galles | 29 - 7 | Portugal | Chichibunomiya Stadium, Shibuya |
| 22 mars 2014 18 h 58 UTC+09:00 |                |        |          | Chichibunomiya Stadium, Shibuya |
| 22 mars 2014 18 h 58 UTC+09:00 |                |        |          | Chichibunomiya Stadium, Shibuya |

| 22 mars 2014 19 h 20 UTC+09:00 | Nouvelle-Zélande | 22 - 17 | Canada | Chichibunomiya Stadium, Shibuya |
| 22 mars 2014 19 h 20 UTC+09:00 |                  |         |        | Chichibunomiya Stadium, Shibuya |
| 22 mars 2014 19 h 20 UTC+09:00 |                  |         |        | Chichibunomiya Stadium, Shibuya |

### Poule B
| Rang | Pays           | J | V | N | D | Pm | Pe | Diff | Pts |
| ---- | -------------- | - | - | - | - | -- | -- | ---- | --- |
| 1    | Afrique du Sud | 3 | 3 | 0 | 0 | 87 | 29 | +58  | 9   |
| 2    | Kenya          | 3 | 2 | 0 | 1 | 48 | 40 | +8   | 7   |
| 3    | Argentine      | 3 | 0 | 1 | 2 | 33 | 66 | -33  | 4   |
| 4    | Japon          | 3 | 0 | 1 | 2 | 26 | 59 | -33  | 4   |

| 22 mars 2014 12 h 12 UTC+09:00 | Afrique du Sud | 26 - 12 | Kenya | Chichibunomiya Stadium, Shibuya |
| 22 mars 2014 12 h 12 UTC+09:00 |                |         |       | Chichibunomiya Stadium, Shibuya |
| 22 mars 2014 12 h 12 UTC+09:00 |                |         |       | Chichibunomiya Stadium, Shibuya |

| 22 mars 2014 12 h 34 UTC+09:00 | Argentine | 14 - 14 | Japon | Chichibunomiya Stadium, Shibuya |
| 22 mars 2014 12 h 34 UTC+09:00 |           |         |       | Chichibunomiya Stadium, Shibuya |
| 22 mars 2014 12 h 34 UTC+09:00 |           |         |       | Chichibunomiya Stadium, Shibuya |

| 22 mars 2014 15 h 30 UTC+09:00 | Argentine | 7 - 24 | Kenya | Chichibunomiya Stadium, Shibuya |
| 22 mars 2014 15 h 30 UTC+09:00 |           |        |       | Chichibunomiya Stadium, Shibuya |
| 22 mars 2014 15 h 30 UTC+09:00 |           |        |       | Chichibunomiya Stadium, Shibuya |

| 22 mars 2014 15 h 52 UTC+09:00 | Afrique du Sud | 33 - 5 | Japon | Chichibunomiya Stadium, Shibuya |
| 22 mars 2014 15 h 52 UTC+09:00 |                |        |       | Chichibunomiya Stadium, Shibuya |
| 22 mars 2014 15 h 52 UTC+09:00 |                |        |       | Chichibunomiya Stadium, Shibuya |

| 22 mars 2014 19 h 42 UTC+09:00 | Kenya | 12 - 7 | Japon | Chichibunomiya Stadium, Shibuya |
| 22 mars 2014 19 h 42 UTC+09:00 |       |        |       | Chichibunomiya Stadium, Shibuya |
| 22 mars 2014 19 h 42 UTC+09:00 |       |        |       | Chichibunomiya Stadium, Shibuya |

| 22 mars 2014 20 h 04 UTC+09:00 | Afrique du Sud | 28 - 12 | Argentine | Chichibunomiya Stadium, Shibuya |
| 22 mars 2014 20 h 04 UTC+09:00 |                |         |           | Chichibunomiya Stadium, Shibuya |
| 22 mars 2014 20 h 04 UTC+09:00 |                |         |           | Chichibunomiya Stadium, Shibuya |

### Poule C
| Rang | Pays       | J | V | N | D | Pm | Pe | Diff | Pts |
| ---- | ---------- | - | - | - | - | -- | -- | ---- | --- |
| 1    | Fidji      | 3 | 2 | 1 | 0 | 74 | 45 | +29  | 8   |
| 2    | États-Unis | 2 | 1 | 1 | 0 | 55 | 58 | -3   | 6   |
| 3    | Samoa      | 3 | 1 | 0 | 2 | 52 | 71 | -19  | 5   |
| 4    | France     | 3 | 1 | 0 | 2 | 55 | 62 | -7   | 5   |

| 22 mars 2014 10 h 00 UTC+09:00 | Fidji | 22 - 19 | France | Chichibunomiya Stadium, Shibuya |
| 22 mars 2014 10 h 00 UTC+09:00 |       |         |        | Chichibunomiya Stadium, Shibuya |
| 22 mars 2014 10 h 00 UTC+09:00 |       |         |        | Chichibunomiya Stadium, Shibuya |

| 22 mars 2014 10 h 22 UTC+09:00 | Samoa | 17 - 24 | États-Unis | Chichibunomiya Stadium, Shibuya |
| 22 mars 2014 10 h 22 UTC+09:00 |       |         |            | Chichibunomiya Stadium, Shibuya |
| 22 mars 2014 10 h 22 UTC+09:00 |       |         |            | Chichibunomiya Stadium, Shibuya |

| 22 mars 2014 13 h 18 UTC+09:00 | Fidji | 19 - 19 | États-Unis | Chichibunomiya Stadium, Shibuya |
| 22 mars 2014 13 h 18 UTC+09:00 |       |         |            | Chichibunomiya Stadium, Shibuya |
| 22 mars 2014 13 h 18 UTC+09:00 |       |         |            | Chichibunomiya Stadium, Shibuya |

| 22 mars 2014 13 h 40 UTC+09:00 | Samoa | 28 - 14 | France | Chichibunomiya Stadium, Shibuya |
| 22 mars 2014 13 h 40 UTC+09:00 |       |         |        | Chichibunomiya Stadium, Shibuya |
| 22 mars 2014 13 h 40 UTC+09:00 |       |         |        | Chichibunomiya Stadium, Shibuya |

| 22 mars 2014 17 h 30 UTC+09:00 | France | 22 - 12 | États-Unis | Chichibunomiya Stadium, Shibuya |
| 22 mars 2014 17 h 30 UTC+09:00 |        |         |            | Chichibunomiya Stadium, Shibuya |
| 22 mars 2014 17 h 30 UTC+09:00 |        |         |            | Chichibunomiya Stadium, Shibuya |

| 22 mars 2014 17 h 52 UTC+09:00 | Fidji | 33 - 7 | Samoa | Chichibunomiya Stadium, Shibuya |
| 22 mars 2014 17 h 52 UTC+09:00 |       |        |       | Chichibunomiya Stadium, Shibuya |
| 22 mars 2014 17 h 52 UTC+09:00 |       |        |       | Chichibunomiya Stadium, Shibuya |

### Poule D
| Rang | Pays       | J | V | N | D | Pm | Pe | Diff | Pts |
| ---- | ---------- | - | - | - | - | -- | -- | ---- | --- |
| 1    | Angleterre | 3 | 3 | 0 | 0 | 89 | 21 | +68  | 9   |
| 2    | Australie  | 3 | 2 | 0 | 1 | 75 | 50 | +25  | 7   |
| 3    | Écosse     | 3 | 1 | 0 | 2 | 43 | 67 | -24  | 5   |
| 4    | Espagne    | 3 | 0 | 0 | 3 | 12 | 81 | -69  | 3   |

| 22 mars 2014 10 h 44 UTC+09:00 | Angleterre | 36 - 0 | Écosse | Chichibunomiya Stadium, Shibuya |
| 22 mars 2014 10 h 44 UTC+09:00 |            |        |        | Chichibunomiya Stadium, Shibuya |
| 22 mars 2014 10 h 44 UTC+09:00 |            |        |        | Chichibunomiya Stadium, Shibuya |

| 22 mars 2014 11 h 06 UTC+09:00 | Australie | 28 - 7 | Espagne | Chichibunomiya Stadium, Shibuya |
| 22 mars 2014 11 h 06 UTC+09:00 |           |        |         | Chichibunomiya Stadium, Shibuya |
| 22 mars 2014 11 h 06 UTC+09:00 |           |        |         | Chichibunomiya Stadium, Shibuya |

| 22 mars 2014 14 h 02 UTC+09:00 | Angleterre | 29 - 0 | Espagne | Chichibunomiya Stadium, Shibuya |
| 22 mars 2014 14 h 02 UTC+09:00 |            |        |         | Chichibunomiya Stadium, Shibuya |
| 22 mars 2014 14 h 02 UTC+09:00 |            |        |         | Chichibunomiya Stadium, Shibuya |

| 22 mars 2014 14 h 24 UTC+09:00 | Australie | 26 - 19 | Écosse | Chichibunomiya Stadium, Shibuya |
| 22 mars 2014 14 h 24 UTC+09:00 |           |         |        | Chichibunomiya Stadium, Shibuya |
| 22 mars 2014 14 h 24 UTC+09:00 |           |         |        | Chichibunomiya Stadium, Shibuya |

| 22 mars 2014 18 h 14 UTC+09:00 | Écosse | 24 - 5 | Espagne | Chichibunomiya Stadium, Shibuya |
| 22 mars 2014 18 h 14 UTC+09:00 |        |        |         | Chichibunomiya Stadium, Shibuya |
| 22 mars 2014 18 h 14 UTC+09:00 |        |        |         | Chichibunomiya Stadium, Shibuya |

| 22 mars 2014 18 h 36 UTC+09:00 | Angleterre | 24 - 21 | Australie | Chichibunomiya Stadium, Shibuya |
| 22 mars 2014 18 h 36 UTC+09:00 |            |         |           | Chichibunomiya Stadium, Shibuya |
| 22 mars 2014 18 h 36 UTC+09:00 |            |         |           | Chichibunomiya Stadium, Shibuya |

## Phase finale
Résultats de la phase finale.

### Tournois principaux

#### Cup
|  | Quarts de finale               | Quarts de finale               |                                |                                | Demi-finales                   | Demi-finales                   |    |  | Finale                         | Finale                         |
|  | Quarts de finale               | Quarts de finale               |                                |                                | Demi-finales                   | Demi-finales                   |    |  | Finale                         | Finale                         |
|  |                                |                                |                                |                                |                                |                                |    |  |                                |                                |
|  | 23 mars 2014 - 10:28 UTC+09:00 | 23 mars 2014 - 10:28 UTC+09:00 |                                |                                | 23 mars 2014 - 14:08 UTC+09:00 | 23 mars 2014 - 14:08 UTC+09:00 |    |  | 23 mars 2014 - 16:43 UTC+09:00 | 23 mars 2014 - 16:43 UTC+09:00 |
|  | 23 mars 2014 - 10:28 UTC+09:00 | 23 mars 2014 - 10:28 UTC+09:00 |                                |                                | 23 mars 2014 - 14:08 UTC+09:00 | 23 mars 2014 - 14:08 UTC+09:00 |    |  | 23 mars 2014 - 16:43 UTC+09:00 | 23 mars 2014 - 16:43 UTC+09:00 |
|  | Nouvelle-Zélande               | 21                             |                                |                                | 23 mars 2014 - 14:08 UTC+09:00 | 23 mars 2014 - 14:08 UTC+09:00 |    |  | 23 mars 2014 - 16:43 UTC+09:00 | 23 mars 2014 - 16:43 UTC+09:00 |
|  | Nouvelle-Zélande               | 21                             |                                |                                | 23 mars 2014 - 14:08 UTC+09:00 | 23 mars 2014 - 14:08 UTC+09:00 |    |  | 23 mars 2014 - 16:43 UTC+09:00 | 23 mars 2014 - 16:43 UTC+09:00 |
|  | Australie                      | 12                             |                                |                                | 23 mars 2014 - 14:08 UTC+09:00 | 23 mars 2014 - 14:08 UTC+09:00 |    |  | 23 mars 2014 - 16:43 UTC+09:00 | 23 mars 2014 - 16:43 UTC+09:00 |
|  | Australie                      | 12                             | Nouvelle-Zélande               | 12                             |                                |                                |    |  | 23 mars 2014 - 16:43 UTC+09:00 | 23 mars 2014 - 16:43 UTC+09:00 |
|  | 23 mars 2014 - 10:50 UTC+09:00 |                                | Nouvelle-Zélande               | 12                             |                                |                                |    |  | 23 mars 2014 - 16:43 UTC+09:00 | 23 mars 2014 - 16:43 UTC+09:00 |
|  |                                | Fidji                          | 17                             |                                |                                |                                |    |  | 23 mars 2014 - 16:43 UTC+09:00 | 23 mars 2014 - 16:43 UTC+09:00 |
|  | Fidji                          | Fidji                          | 17                             | 43                             |                                |                                |    |  | 23 mars 2014 - 16:43 UTC+09:00 | 23 mars 2014 - 16:43 UTC+09:00 |
|  | Fidji                          |                                |                                | 43                             |                                |                                |    |  | 23 mars 2014 - 16:43 UTC+09:00 | 23 mars 2014 - 16:43 UTC+09:00 |
|  | Kenya                          | 19                             |                                |                                |                                |                                |    |  | 23 mars 2014 - 16:43 UTC+09:00 | 23 mars 2014 - 16:43 UTC+09:00 |
|  | Kenya                          | 19                             | Fidji                          | 33                             |                                |                                |    |  |                                |                                |
|  | 23 mars 2014 - 11:12 UTC+09:00 |                                | Fidji                          | 33                             |                                |                                |    |  |                                |                                |
|  |                                | Afrique du Sud                 | 26                             |                                |                                |                                |    |  |                                |                                |
|  | Angleterre                     | Afrique du Sud                 | 26                             | 14                             |                                |                                |    |  |                                |                                |
|  | Angleterre                     | 23 mars 2014 - 14:30 UTC+09:00 |                                | 14                             |                                |                                |    |  |                                |                                |
|  | Canada                         | 10                             |                                |                                |                                |                                |    |  |                                |                                |
|  | Canada                         | 10                             | Angleterre                     | 0                              |                                |                                |    |  |                                |                                |
|  | 23 mars 2014 - 11:34 UTC+09:00 | 23 mars 2014 - 11:34 UTC+09:00 | Angleterre                     | 0                              | Match pour la 3e place         | Match pour la 3e place         |    |  |                                |                                |
|  | 23 mars 2014 - 11:34 UTC+09:00 | 23 mars 2014 - 11:34 UTC+09:00 |                                | Afrique du Sud                 | Match pour la 3e place         | Match pour la 3e place         | 17 |  |                                |                                |
|  | Afrique du Sud                 | 17                             | 23 mars 2014 - 16:10 UTC+09:00 | 23 mars 2014 - 16:10 UTC+09:00 |                                |                                | 17 |  |                                |                                |
|  | Afrique du Sud                 | 17                             | 23 mars 2014 - 16:10 UTC+09:00 | 23 mars 2014 - 16:10 UTC+09:00 |                                |                                |    |  |                                |                                |
|  | États-Unis                     | 12                             |                                | Nouvelle-Zélande               | 12                             |                                |    |  |                                |                                |
|  | États-Unis                     | 12                             |                                | Nouvelle-Zélande               | 12                             |                                |    |  |                                |                                |
|  |                                |                                |                                |                                |                                |                                |    |  | Angleterre                     | 21                             |
|  |                                |                                |                                |                                |                                |                                |    |  | Angleterre                     | 21                             |

#### Bowl
|  | Quarts de finale               | Quarts de finale               |                |    | Demi-finales                   | Demi-finales                   |  |  | Finale                         | Finale                         |
|  | Quarts de finale               | Quarts de finale               |                |    | Demi-finales                   | Demi-finales                   |  |  | Finale                         | Finale                         |
|  |                                |                                |                |    |                                |                                |  |  |                                |                                |
|  | 23 mars 2014 - 09:00 UTC+09:00 | 23 mars 2014 - 09:00 UTC+09:00 |                |    | 23 mars 2014 - 12:40 UTC+09:00 | 23 mars 2014 - 12:40 UTC+09:00 |  |  | 23 mars 2014 - 15:18 UTC+09:00 | 23 mars 2014 - 15:18 UTC+09:00 |
|  | 23 mars 2014 - 09:00 UTC+09:00 | 23 mars 2014 - 09:00 UTC+09:00 |                |    | 23 mars 2014 - 12:40 UTC+09:00 | 23 mars 2014 - 12:40 UTC+09:00 |  |  | 23 mars 2014 - 15:18 UTC+09:00 | 23 mars 2014 - 15:18 UTC+09:00 |
|  | Pays de Galles                 | 24                             |                |    | 23 mars 2014 - 12:40 UTC+09:00 | 23 mars 2014 - 12:40 UTC+09:00 |  |  | 23 mars 2014 - 15:18 UTC+09:00 | 23 mars 2014 - 15:18 UTC+09:00 |
|  | Pays de Galles                 | 24                             |                |    | 23 mars 2014 - 12:40 UTC+09:00 | 23 mars 2014 - 12:40 UTC+09:00 |  |  | 23 mars 2014 - 15:18 UTC+09:00 | 23 mars 2014 - 15:18 UTC+09:00 |
|  | Espagne                        | 19                             |                |    | 23 mars 2014 - 12:40 UTC+09:00 | 23 mars 2014 - 12:40 UTC+09:00 |  |  | 23 mars 2014 - 15:18 UTC+09:00 | 23 mars 2014 - 15:18 UTC+09:00 |
|  | Espagne                        | 19                             | Pays de Galles | 24 |                                |                                |  |  | 23 mars 2014 - 15:18 UTC+09:00 | 23 mars 2014 - 15:18 UTC+09:00 |
|  | 23 mars 2014 - 09:22 UTC+09:00 |                                | Pays de Galles | 24 |                                |                                |  |  | 23 mars 2014 - 15:18 UTC+09:00 | 23 mars 2014 - 15:18 UTC+09:00 |
|  |                                | Japon                          | 19             |    |                                |                                |  |  | 23 mars 2014 - 15:18 UTC+09:00 | 23 mars 2014 - 15:18 UTC+09:00 |
|  | Samoa                          | Japon                          | 19             | 12 |                                |                                |  |  | 23 mars 2014 - 15:18 UTC+09:00 | 23 mars 2014 - 15:18 UTC+09:00 |
|  | Samoa                          |                                |                | 12 |                                |                                |  |  | 23 mars 2014 - 15:18 UTC+09:00 | 23 mars 2014 - 15:18 UTC+09:00 |
|  | Japon                          | 42                             |                |    |                                |                                |  |  | 23 mars 2014 - 15:18 UTC+09:00 | 23 mars 2014 - 15:18 UTC+09:00 |
|  | Japon                          | 42                             | Pays de Galles | 28 |                                |                                |  |  |                                |                                |
|  | 23 mars 2014 - 09:44 UTC+09:00 |                                | Pays de Galles | 28 |                                |                                |  |  |                                |                                |
|  |                                | Écosse                         | 21             |    |                                |                                |  |  |                                |                                |
|  | Écosse                         | Écosse                         | 21             | 12 |                                |                                |  |  |                                |                                |
|  | Écosse                         | 23 mars 2014 - 13:02 UTC+09:00 |                | 12 |                                |                                |  |  |                                |                                |
|  | Portugal                       | 7                              |                |    |                                |                                |  |  |                                |                                |
|  | Portugal                       | 7                              | Écosse         | 21 |                                |                                |  |  |                                |                                |
|  | 23 mars 2014 - 10:06 UTC+09:00 |                                | Écosse         | 21 |                                |                                |  |  |                                |                                |
|  |                                | France                         | 19             |    |                                |                                |  |  |                                |                                |
|  | Argentine                      | France                         | 19             | 17 |                                |                                |  |  |                                |                                |
|  | Argentine                      |                                |                | 17 |                                |                                |  |  |                                |                                |
|  | France                         | 21                             |                |    |                                |                                |  |  |                                |                                |
|  | France                         | 21                             |                |    |                                |                                |  |  |                                |                                |

### Matchs de classement

#### Plate
|  | Demi-finales                   | Demi-finales                   |            |    | Finale                         | Finale                         |
|  | Demi-finales                   | Demi-finales                   |            |    | Finale                         | Finale                         |
|  |                                |                                |            |    |                                |                                |
|  | 23 mars 2014 - 13:24 UTC+09:00 | 23 mars 2014 - 13:24 UTC+09:00 |            |    | 23 mars 2014 - 15:44 UTC+09:00 | 23 mars 2014 - 15:44 UTC+09:00 |
|  | 23 mars 2014 - 13:24 UTC+09:00 | 23 mars 2014 - 13:24 UTC+09:00 |            |    | 23 mars 2014 - 15:44 UTC+09:00 | 23 mars 2014 - 15:44 UTC+09:00 |
|  | Canada                         | 15                             |            |    | 23 mars 2014 - 15:44 UTC+09:00 | 23 mars 2014 - 15:44 UTC+09:00 |
|  | Canada                         | 15                             |            |    | 23 mars 2014 - 15:44 UTC+09:00 | 23 mars 2014 - 15:44 UTC+09:00 |
|  | États-Unis                     | 28                             |            |    | 23 mars 2014 - 15:44 UTC+09:00 | 23 mars 2014 - 15:44 UTC+09:00 |
|  | États-Unis                     | 28                             | États-Unis | 12 |                                |                                |
|  | 23 mars 2014 - 13:46 UTC+09:00 |                                | États-Unis | 12 |                                |                                |
|  |                                | Australie                      | 17         |    |                                |                                |
|  | Australie                      | Australie                      | 17         | 36 |                                |                                |
|  | Australie                      |                                |            | 36 |                                |                                |
|  | Kenya                          | 0                              |            |    |                                |                                |
|  | Kenya                          | 0                              |            |    |                                |                                |

#### Shield
|  | Demi-finales                   | Demi-finales                   |       |    | Finale                         | Finale                         |
|  | Demi-finales                   | Demi-finales                   |       |    | Finale                         | Finale                         |
|  |                                |                                |       |    |                                |                                |
|  | 23 mars 2014 - 11:56 UTC+09:00 | 23 mars 2014 - 11:56 UTC+09:00 |       |    | 23 mars 2014 - 14:52 UTC+09:00 | 23 mars 2014 - 14:52 UTC+09:00 |
|  | 23 mars 2014 - 11:56 UTC+09:00 | 23 mars 2014 - 11:56 UTC+09:00 |       |    | 23 mars 2014 - 14:52 UTC+09:00 | 23 mars 2014 - 14:52 UTC+09:00 |
|  | Espagne                        | 12                             |       |    | 23 mars 2014 - 14:52 UTC+09:00 | 23 mars 2014 - 14:52 UTC+09:00 |
|  | Espagne                        | 12                             |       |    | 23 mars 2014 - 14:52 UTC+09:00 | 23 mars 2014 - 14:52 UTC+09:00 |
|  | Samoa                          | 24                             |       |    | 23 mars 2014 - 14:52 UTC+09:00 | 23 mars 2014 - 14:52 UTC+09:00 |
|  | Samoa                          | 24                             | Samoa | 0  |                                |                                |
|  | 23 mars 2014 - 12:18 UTC+09:00 |                                | Samoa | 0  |                                |                                |
|  |                                | Argentine                      | 26    |    |                                |                                |
|  | Portugal                       | Argentine                      | 26    | 12 |                                |                                |
|  | Portugal                       |                                |       | 12 |                                |                                |
|  | Argentine                      | 24                             |       |    |                                |                                |
|  | Argentine                      | 24                             |       |    |                                |                                |

## Bilan
Statistiques sportives
- Meilleur marqueur du tournoi : Samisoni Viriviri ( Fidji) avec 45 points[4]
- Meilleur marqueur d'essais du tournoi : Samisoni Viriviri ( Fidji) avec 9 essais[4]

Affluences